# (36490) 2000 QJ45
2000 QJ45 (asteroide 36490) é um asteroide da cintura principal. Possui uma excentricidade de 0.14166750 e uma inclinação de 2.02194º.
Este asteroide foi descoberto no dia 24 de agosto de 2000 por LINEAR em Socorro.